# Befunololo
Il befunololo, spesso commercializzato come sale, (befunololo cloridrato), è una molecola ad attività β-bloccante.

## Farmacodinamica
Se instillato come collirio nel sacco congiuntivale, il befunololo è in grado di diminuire significativamente la pressione endoculare, probabilmente mediante una ridotta produzione di umor acqueo. Il betabloccante possiede una significativa attività simpaticomimetica intrinseca, la quale controbilancia la tendenza alla bradicardia ed alla broncocostrizione propria di tutti i β-bloccanti. Si comprende pertanto come la molecola comporti una ridotta incidenza di effetti secondari di tipo cardiovascolare e respiratorio.
Studi specifici hanno messo in evidenza l'assenza di azione anestetica sulla cornea, la mancanza di effetto sulla secrezione lacrimale e l'assenza di tachifilassi: ciò comporta un'ottima tollerabilità anche in trattamenti prolungati nel tempo.

## Farmacocinetica
Studi effettuati su topi e conigli hanno evidenziato che la molecola a seguito di somministrazione per via orale viene assorbita rapidamente da parte del tratto gastrointestinale. Il farmaco si distribuisce velocemente in tutti i tessuti biologici, ma raggiunge concentrazioni particolarmente elevate nel fegato, nel rene e nel polmone. A causa della sua scarsa lipofilia la molecola si distribuisce solo minimamente nel sistema nervoso centrale (SNC) ed oltrepassa con difficoltà la barriera placentare.

## Tossicologia
Studi sperimentali su animali (topo) hanno messo in evidenza un valore di DL50 pari a 100–105 mg/kg peso corporeo, quando il composto viene somministrato per via endovenosa.

## Usi clinici
Il befunololo trova indicazione soprattutto nel trattamento del glaucoma cronico semplice, del glaucoma secondario ad alcune malattie sistemiche o farmaci, del glaucoma giovanile.

## Effetti collaterali e indesiderati
Nei pazienti in trattamento stati segnalati alcuni eventi avversi, in particolare a livello oculare, quali iperemia ed irritazione congiuntivale, bruciore e prurito, blefarite, cheratite, alterazioni della visione.
A livello sistemico i disturbi più frequenti sono rappresentati da rari casi di cefalea e lieve bradicardia.
Sono possibile reazioni da ipersensibilità e segnatamente dermatiti allergiche da contatto.

## Controindicazioni
Il farmaco è controindicato in caso di ipersensibilità individuale accertata verso il principio attivo, oppure uno qualsiasi degli eccipienti contenuti nella formulazione farmaceutica.
È inoltre controindicato nei soggetti affetti da insufficienza cardiaca (potendo determinare effetti inotropi negativi), blocco AV di secondo e terzo grado, bradicardia spiccata, shock cardiogeno, broncopneumopatie di tipo ostruttivo (asma bronchiale, bronchite cronica).

## Dosi terapeutiche
Il farmaco, nella forma di collirio, alla concentrazione di 0,25- 0,50%, viene somministrato due volte al giorno per instillazione di una singola goccia nel sacco congiuntivale.

## Gravidanza e allattamento
Nelle donne in stato di gravidanza o in quelle che allattano al seno il farmaco deve essere impiegato solo in casi di effettiva necessità, dopo che il medico ha valutato il potenziale beneficio per la donna in rapporto ai possibili rischi per il feto.

## Avvertenze
Il befunololo va usato con particolare cautela nei pazienti affetti da diabete mellito (come è noto i β-bloccanti possono mascherare o attenuare i sintomi di una ipoglicemia acuta) e nei pazienti in terapia con β-bloccante per via sistemica (possibile sinergismo e reciproco potenziamento di effetti).

Particolare cautela deve essere osservata anche nel trattamento di soggetti con storia personale di insufficienza cardiaca: in questa popolazione in presenza di sintomi di scompenso cardiaco il trattamento deve essere immediatamente interrotto.
 
È necessaria cautela quando nel soggetto in trattamento si sospetti la comparsa di tireotossicosi: il β-bloccante infatti può mascherarne alcuni sintomi di questa condizione (agitazione, tremori e, in particolare, la tachicardia) e l'interruzione improvvisa del trattamento può precipitare una crisi tireotossica.

Qualora si renda necessario trattare soggetti con tendenza a bassi valori di pressione arteriosa, sono consigliati regolari controlli della pressione stessa.

## Interazioni
- β-bloccanti (ad esempio propranololo, atenololo, metoprololo): la contemporanea somministrazione di befunololo con questi composti può causare sinergismo di effetti.